# Ardisia pusilla
Ardisia pusilla är en viveväxtart som beskrevs av A. Dc. Ardisia pusilla ingår i släktet Ardisia och familjen viveväxter. Inga underarter finns listade i Catalogue of Life.